# Тоні-Енн Сінгх
Тоні-Енн Сінгх (нар. 1 лютого 1996) — ямайсько-американська акторка та модель, переможниця конкурсу краси Міс Світу 2019. Стала четвертою предстаницею Ямайки, яка отримала титул « Міс світу» .

## Біографія
Сінгх народилася в місті Морант-Бей на Ямайці. Її мати афро-ямайського походження, а батько — індо-ямайського.
Сім'я іммігрувала до США, коли Сінгх було дев'ять років, оселившись у Флориді. Вона навчалася у Флоридському державному університеті в Таллахассі, де отримала ступінь з жіночих студій та психології.
У 2019 році Сінгх премогла у конкурсі Міс Світу Ямайка 2019. Після цього Сінгх отримала право представляти Ямайку на конкурсі Міс Світу 2019.
У листопаді 2019 року Сінгх виїхала до Лондона, де взяла участь у конкурсі «Міс Світу». Сінгх попала в топ-40 в конкурсі Top Model та виграла змагання з талантів, що дозволило їй прямо вступити до півфіналу. Ніч фіналу відбулася 14 грудня в Виставковому центрі Лондона. Сінгх спершу просунулася з топ-40 до топ-12, потім до першої п'ятірки і врешті стала переможницею.